# 小笠原卷柏
小笠原卷柏（学名：Selaginella boninensis），为卷柏科卷柏属下的一个种。

## 扩展阅读
維基物種上的相關：小笠原卷柏